# Panthera
Panterele (Panthera) reprezintă un gen de mamifere carnivore de mari dimensiuni din subfamilia Pantherinae, care cuprinde patru specii: tigrul (Panthera tigris), leul (Panthera leo), leopardul (Panthera pardus) și jaguarul (Panthera onca).

## Filogenie
Categorisirea taxonomică a genului Panthera și a speciilor acestuia este subiectul a numeroase dispute și a fost de multe ori revizuită. Genul ar fi provenit de la specia dispărută Panthera schaubi [Viretailurus schaubi], care este văzută și ca primul reprezentant al genului pumelor (Puma). Cel mai probabil, panterele au origini asiatice. Ramificarea familiei felinelor în feline mari (Pantherinae, includ și leopardul de copac și leopardul zăpezilor) și feline mici (Felinae) ar fi avut loc între 6 și 10 milioane de ani în urmă. Studierea fosilelor stabilește originea temporală a panterelor undeva în pliocen (2–3,8 milioane de ani în urmă).
Se presupune, în urma cercetărilor la nivel genetic, că tigrul a fost prima felină care s-a îndepărtat de linia generală a felinelor, deci primul reprezentant al panterelor. Primul reprezentant era considerat a fi leopardul zăpezilor care, chiar dacă în prezent aparține unui gen aparte (Uncia), se dovedește a fi foarte asemănător cu leopardul. Părerile privind păstrarea leopardului zăpezilor într-un gen aparte (ca Uncia uncia) sau aducerea lui în genul Panthera (ca Panthera uncia) sunt împărțite.
Genul include și specia dispărută Panthera gombaszogensis, numită și jaguar european, probabil asemănătoare jaguarului contemporan, care a apărut în jur de 1,6 milioane de ani în urmă pe teritoriul peninsulei Italice.
Specia leopardului de copac este înrudită cu panterele, dar aparține unui gen aparte, Neofelis.

## Caracteristică generală
Reprezentanții genului Panthera sunt animale de dimensiuni mari și foarte mari. Tigrul siberian este cel mai mare animal aparținând familiei felinelor.
Corpul este alungit, uneori puternic alungit. Regiunea sacrală nu este ridicată, iar șira spinării nu este încovoiată, spre deosebire de pisici. Umerii se află la un nivel mai înalt decât regiunea sacrală. Coada de obicei este lungă și constituie nu mai puțin de jumătate din lungimea corpului (cap — membre inferioare). Capul este relativ mare, fața alungită. Urechile sunt mici, rotunde. Urechile leului, cât și ale altor specii în blana de iarnă, aproape că nu se văd de sub blană. Ochii sunt și ei rotunzi. Tigrul are „perciuni” pe fălci, iar leul o coamă bogată în jurul capului și un smoc de blană la capătul cozii.
Picioarele sunt scurte și groase, puternice, cu labe mari. Ghearele sunt și ele mari, ascuțite și încovoiate, total retractabile. Coloritul este deschis, acoperit dungi (la tigri) sau pete (la leoparzi și jaguari). Dimorfismul sexual este caracteristic leilor: femelele acestei specii sunt lipsite de coamă.
Dispun de o configurație dentară completă. Dinții sunt foarte tari, colții relativ scurți dar puternici. Laringele și coardele vocale sunt bine dezvoltate și flexibile, ceea ce le permite reprezentanților genului Panthera să scoată un urlet puternic și agresiv. Pe de altă parte, sunt lipsiți de capacitatea de a toarce.

## Comportament
Toți reprezentanții genului sunt animale răpitoare și se hrănesc cu mamifere mari, mai ales cu copitate. Adeseori prada este mai mare decât felina. Vânează de obicei din ascunziș, pândindu-și prada în desișuri și în preajma locurilor de adăpat. Obișnuiesc să-și sufoce prada mușcându-i gâtul. Mănâncă întinși pe burtă, cu ghearele înfipte în animalul doborât.
Sunt activi și ziua și noaptea, dar sunt mai bine adaptați condițiilor nocturne. Sunt animale solitare, cu excepția leilor, care se organizează în grupuri mici înainte de a purcede la vânătoare. Populează atât regiunile joase, cât și munții. Leii, de exemplu, trăiesc în savane și semideșerturi, leoparzii, tigrii și jaguarii în jungle, iar tigrul siberian în pădurile siberiene.

## Areal
Arealul de viețuire al genului cuprinde capul sud-vestic al Europei, toată Asia cu excepția zonelor nordice, America de Sud și Centrală și sudul Americii de Nord.

## Hibrizi
- Tigon sau tigroleu: hibrid al tigrului și leoaicei
- Ligru: hibrid al leului și tigroaicei
- Leopon[necesită citare]: hibrid al leopardului și leoaicei